# Chris Woods
Christopher Charles Eric Woods, detto Chris (Swineshead, 14 novembre 1959), è un allenatore di calcio ed ex calciatore inglese, di ruolo portiere, preparatore dei portieri della nazionale scozzese.

## Palmarès

### Club

#### Competizioni nazionali
- Campionato inglese: 1

Nottingham Forest: 1977-1978
- Coppa di Lega inglese: 3

Nottingham Forest: 1977-1978, 1978-1979
Norwich City: 1984-1985
- Charity Shield: 1

Nottingham Forest: 1978
- Second Division: 1

Norwich City: 1985-1986
- Campionato scozzese: 4

Rangers: 1986-1987, 1988-1989, 1989-1990, 1990-1991
- Coppa di Lega scozzese: 4

Rangers: 1986-1987, 1987-1988, 1988-1989, 1990-1991

#### Competizioni internazionali
- Coppa dei Campioni: 1

Nottingham Forest: 1978-1979